# جزیره کشتی جنگی
جزیرهٔ کشتی جنگی (انگلیسی: The Battleship Island؛ کره‌ای: 군함도) یک فیلم اکشن تاریخی کره جنوبی با بازی هوانگ جونگ-مین، سو جی سوب، سونگ جونگ کی و لی جونگ هیون در سال ۲۰۱۷ است. این فیلم در دوران اشغالگری ژاپن و دربارهٔ تلاش برای فرار از زندان در اردوگاه کار اجباری در جزیرهٔ هاشیما است.

## خلاصهٔ داستان
در دوران استعمار ژاپن بر کره در طی جنگ جهانی دوم، گروهی از بیش از ۴۰۰ کره‌ای، کار اجباری سختی را در جزیرهٔ هاشیما تحمل می‌کنند و جان خود را برای فرار به خطر می‌اندازند.

## بازیگران

### بازیگران اصلی
- هوانگ جونگ-مین در نقش لی کانگ-اوک[۶]

یک رهبر ارکستر در یک هتل در گیونگ‌سونگ، که تصمیم می‌گیرد تنها دخترش را به ژاپن ببرد تا او را در امان نگه دارد. اما به جای آن به اردوگاه کار هاشیما اعزام می‌شوند، و در آنجا هر کاری که از او بخواهند، انجام خواهد داد تا بتواند از دخترش محافظت کند.
- سو جی سوب در نقش چوی چیل-سونگ [۶]

بهترین مبارز خیابانی در گیونگ‌سونگ، مرد درشتی که همواره در اردوگاه کار مشکل ایجاد می کند. او زیر ظاهر بی‌رحم و خشن خود، قلب مهربانی دارد.
- سونگ جونگ کی در نقش پارک مو-یونگ[۷]

یکی از اعضای جنبش استقلال کره که به جزیره نفوذ کرد تا یک مبارز استقلال طلب که در آنجا اسیر شده بود را نجات دهد.
- لی جونگ هیون در نقش اوه مال-نیون

یک زن آسایشگر که در دوران استعمار ژاپن، پس از گذراندن مشکلات بی پایان به جزیرهٔ هاشیما منتقل می‌شود، اما هیچگاه امید خود را از دست نمی‌دهد.

### بازیگران مکمل
- کیم سو-آن در نقش لی سو-هی

دختر لی کانگ-اوک.
- لی گیونگ-یونگ
- لی جونگ-اون
- یون کیونگ-هو
- به سونگ-چول
- جانگ سونگ-بوم
- کیم جون-هان
- کیم ون-هه
- کیم یه-اون
- به جه-گی
- کیم دونگ-یونگ در نقش یک قمارباز

## تولید
فیلمبرداری در ۱۷ ژوئن ۲۰۱۶ در چئونگ‌جو، کره جنوبی آغاز شد و در ۲۰ دسامبر ۲۰۱۶ به پایان رسید. این فیلم همکاری دوبارهٔ هوانگ جونگ-مین با ریو سونگ-وان، که کارگردانی فیلم موفق کهنه‌سرباز در سال ۲۰۱۵ با بازی هوانگ جونگ-مین را بر عهده داشت، است. هزینهٔ تولید حدود پنج برابر بیشتر از متوسط هزینهٔ فیلم‌های تولید شدهٔ داخلی به خاطر مجموعه‌های عظیم واقعی است. در حالیکه جزیرهٔ هاشیما الهام بخش فیلم بود، جزیرهٔ کشتی جنگی در این محل فیلمبرداری نشد. مجموعه‌ها در چانچئون ساخته شدند و طوری طراحی شدند که شبیه جامعه و معادن جزیرهٔ هاشیما در دههٔ ۱۹۴۰ باشند.

## انتشار
جزیرهٔ کشتی جنگی ابتدا در بازار فیلم اروپایی در فوریه ۲۰۱۷ و سپس در جشنواره کن در ماه مه معرفی شد. تا ژوئن ۲۰۱۷، به ۱۱۳ کشور از جمله کشورهای آمریکای شمالی، فرانسه، ایتالیا، روسیه، ترکیه، مالزی، تایوان، اندونزی، ژاپن، هنگ کنگ، سنگاپور و تایلند فروخته شده‌است.
در ۱۶ ژوئن ۲۰۱۷، یک کنفرانس مطبوعاتی رسمی در موزه ملی کره برای نمایش اولیهٔ فیلم، برگزار شد.
این فیلم، برای شرکت در جشنوارهٔ فیلم بین‌المللی خارق‌العادهٔ سیتخس در کاتالونیا، اسپانیا دعوت شد. این فیلم در بخش اوربیتا نمایش داده شد که برای معرفی برجسته‌ترین فیلم‌های سال و به عنوان یک فیلمی که توسط هیئت داوران برای مخاطبان انتخاب شده‌است، مورد احترام قرار گرفت. این ششمین فیلم به کارگردانی ریو سونگ-وان است که در این جشنوارهٔ فیلم نمایش داده شد.

### اکران ویژه
در ۲۵ ژوئیه ۲۰۱۷، یک پیش‌نمایش ویژه برای دیپلمات‌های خارجی در کره جنوبی برگزار شد.
در ۲۸ ژوئیه ۲۰۱۷، یک نمایش ویژه برای مقامات یونسکو و دیپلمات‌های خارجی در پاریس در اداره کل متروپولیتن فیلم‌اکسپورت برگزار شد. هدف این کار افزایش آگاهی در مورد تاریخ پنهان جزیرهٔ هاشیما و روشن ساختن شرایط سخت کار و زندگی کره‌ای‌ها در کارخانهٔ زیرزمینی استخراج زغال‌سنگ در این جزیره در زمان استعمار ژاپن بر کره بود.

## بازخورد

### واکنش انتقادی
جزیرهٔ کشتی جنگی در وبگاه راتن تومیتوز با میانگین وزنی به ترتیب ۴٫۳/۵ و ۶٫۳/۱۰، دارای ۵۵٪ نظر موافق از آرای ۱۱ منتقد است. در متاکریتیک، این فیلم امتیاز میانگین ۶۰ از ۱۰۰ را بر اساس ۴ نقد دریافت کرد و «نشانگر نقدهای مختلط یا متوسط است.»
نیویورک تایمز یادآور شد که این فیلم، «به روشنی، درد یک ضربهٔ روحی ملی در زمان جنگ را منتقل می‌کند که زخم‌های آن هنوز به وضوح التیام نیافته‌اند.» اگرچه برخی از جنبه‌های خشونت و داستان‌های بیش از اندازه نمایشی مورد انتقاد قرار گرفتند، اما منتقدان، کار دوربین و ریو سونگ-وان را برای استفادهٔ مؤثر از یک مجموعهٔ اکشن در مقیاس بزرگ ستایش کرده‌اند.

### گیشه
این فیلم در ۲۶ ژوئیه ۲۰۱۷، در کره جنوبی منتشر شد. طبق گفتهٔ شورای فیلم کره‌ای، جزیرهٔ کشتی جنگی یک رکورد جدید با رسیدن به تعداد ۹۷۰٬۵۱۶ تماشاگر در شب افتتاحیه، ثبت کرده‌است. در اولین آخر هفته (۲۸ تا ۳۰ ژوئیه) از زمان انتشار فیلم، ۲٫۵ میلیون تماشاگر جذب کرد. این موضوع منجر به درآمد ۱۸٫۵۷ میلیون دلاری در گیشه از تعداد ۲٬۰۲۷ نمایش فیلم شد که در حدود ۳۷٫۱٪ کل سالن‌های سینما در این کشور را تشکیل می‌دهد. این اولین بار در کشور بود که یک فیلم بر روی بیش از ۲۰۰۰ صفحه نمایش داده شد، و باعث ایجاد بحث بر سر تسلط بر روی پردهٔ صفحهٔ نمایش شد.
طی پنج روز اول بیش از ۴ میلیون بلیت فروخته شد که در مجموع ۲۷٫۹ میلیون دلار درآمد داشت و از هزینه‌های تولید که تقریباً ۲۱ میلیون دلار بود، فراتر رفت.
در دومین هفتهٔ انتشار فیلم، از فیلم درام اکشن تاریخی راننده تاکسی پیشی گرفت. تا پایان روز هشتم از زمان انتشار فیلم، این فیلم در ۱٬۱۰۸ محل و برای ۵٫۱۸ میلیون تماشاگر، نمایش داده شد. تعداد فروش بلیت‌ها در دوازدهمین روز انتشار، از ۶ میلیون فراتر رفت. تا ۲۶ سپتامبر، یا دو ماه پس از باز شدن گیشه، تعداد کل فروش بلیت‌ها ۶٫۵۸ میلیون بود.

## جوایز و نامزدی‌ها
| مراسم جوایز                               | دسته                              | گیرنده          | نتیجه    | منابع         |
| ----------------------------------------- | --------------------------------- | --------------- | -------- | ------------- |
| اولین جوایز سئول                          | بهترین فیلم                       | جزیرهٔ کشتی جنگی | نامزدشده | [ ۳۰ ] [ ۳۱ ] |
| اولین جوایز سئول                          | بهترین بازیگر نقش اول مرد         | هوانگ جونگ-مین  | نامزدشده | [ ۳۰ ] [ ۳۱ ] |
| اولین جوایز سئول                          | بهترین بازیگر نقش مکمل زن         | لی جونگ هیون    | برنده    | [ ۳۰ ] [ ۳۱ ] |
| اولین جوایز سئول                          | جایزه بازیگری ویژه                | کیم سو-آن       | برنده    | [ ۳۰ ] [ ۳۱ ] |
| جشنواره فیلم سیتخس                        | بهترین فیلم بلند                  | جزیرهٔ کشتی جنگی | برنده    | [ ۳۲ ]        |
| جوایز فیلم بوایل                          | بهترین بازیگر نقش مکمل زن         | کیم سو-آن       | برنده    | [ ۳۳ ]        |
| جوایز فیلم بوایل                          | بهترین کارگردان هنری              | لی هو-کیونگ     | برنده    | [ ۳۳ ]        |
| سی و هفتمین جوایز انجمن منقدان فیلم کره‌ای | جایزه فنی (کارگردان هنری)         | لی هو-کیونگ     | برنده    | [ ۳۴ ]        |
| سی و هفتمین جوایز انجمن منقدان فیلم کره‌ای | ۱۰ فیلم برتر                      | جزیرهٔ کشتی جنگی | برنده    | [ ۳۴ ]        |
| سی و هشنمین جوایز فیلم اژدهای آبی         | بهترین بازیگر نقش مکمل زن         | لی جونگ هیون    | نامزدشده | [ ۳۵ ]        |
| سی و هشنمین جوایز فیلم اژدهای آبی         | بهترین فیلم‌برداری و نورپردازی     | جزیرهٔ کشتی جنگی | نامزدشده | [ ۳۵ ]        |
| سی و هشنمین جوایز فیلم اژدهای آبی         | بهترین کارگردان هنری              | جزیرهٔ کشتی جنگی | برنده    | [ ۳۵ ]        |
| سی و هشنمین جوایز فیلم اژدهای آبی         | بهترین دستاورد فنی - جلوه‌های بصری | جزیرهٔ کشتی جنگی | نامزدشده | [ ۳۵ ]        |
| سی و هشنمین جوایز فیلم اژدهای آبی         | جایزه ستارهٔ محبوب                 | کیم سو-آن       | برنده    | [ ۳۵ ]        |
| بیست و پنجمین جوایز فرهنگ و سرگرمی کره    | جایزه برترین بازیگر مرد در فیلم   | لی گیونگ-یونگ   | برنده    | [ ۳۶ ]        |
| بیست و پنجمین جوایز فرهنگ و سرگرمی کره    | جایزه برترین بازیگر زن در فیلم    | لی جونگ هیون    | برنده    | [ ۳۶ ]        |
| ششمین جوایز بهترین ستارهٔ شب ستارگان کره   | بهترین ستارهٔ کره (فیلم)           | لی جونگ هیون    | برنده    |               |
| ششمین جوایز بهترین ستارهٔ شب ستارگان کره   | ستارهٔ محبوب (فیلم)                | کیم سو-آن       | برنده    |               |
| بیست و سومین جوایز هنری فیلم چونسا        | بهترین کارگردان                   | ریو سونگ-وان    | نامزدشده | [ ۳۷ ]        |
| بیست و سومین جوایز هنری فیلم چونسا        | بهترین بازیگر نقش مکمل زن         | لی جونگ هیون    | نامزدشده | [ ۳۷ ]        |
| بیست و سومین جوایز هنری فیلم چونسا        | بهترین بازیگر نقش مکمل زن         | کیم سو-آن       | نامزدشده | [ ۳۷ ]        |
| بیست و سومین جوایز هنری فیلم چونسا        | جایزه فنی                         | —               | نامزدشده | [ ۳۷ ]        |
| پنجاه و چهارمین جوایز هنری بکسانگ         | جایزه فنی (فیلم)                  | لی هو-کیونگ     | نامزدشده |               |